# Цува
Цува (калм. Цува) — посёлок в Черноземельском районе Калмыкии, в составе Нарынхудукского сельского муниципального образования. Посёлок расположен на Прикаспийской низменности в 24 км к западу от посёлка Нарын Худук.

## Этимология
Название посёлка происходит от калм. Цува, имеющего несколько значений: 1) движение гуськом (друг за другом); 2) колонна; 3) мор. кильватер; кильватерный.

## История
Дата основания не установлена. Предположительно основан как поселение при дорожной станции на пути от ставки Икицохуровского улуса к ставке Эркетеневского улуса. Дорожная станция Цубу (Баруха) значится в Дорожнике в Памятной книжке Астраханской губернии на 1914 год. 
Посёлок Цубу обозначен на карте РККА 1936 года. Под тем же названием отмечен на административной карте Ставропольского края 1958 года. На карте 1985 года отмечен уже как посёлок Цува

## Население
| 2002 | 2010 |
| ---- | ---- |
| 48   | ↘26  |

Национальный состав
Согласно результатам переписи 2002 года большинство населения посёлка составляли калмыки (34 %) и аварцы (30 %)